# Godless Men
Godless Men és una pel·lícula muda dirigida per Reginald Barker i protagonitzada per Russell Simpson i James "Jim" Mason, entre d'altres. La pel·lícula, basada en el relat "Black Pawl" de Ben Ames Williams publicat a “The Red Book Magazine” entre el novembre de 1919 i el gener de 1920, es va estrenar el novembre de 1920. Es conserva una còpia de la pel·lícula en una col·lecció privada.

## Argument
Black Pawl, és el capità de la goleta “Deborah”, brutal en el tractament de la seva tripulació i completament descregut amb Déu. Durant una de les seves travessies arriba a una illa tropical. Allà, Samuel Poor, un missioner que ha treballat un temps entre els nadius de l'illa, es presenta a bord demanant al capità de ser acollit com a passatger juntament amb Ruth Lytton, una bonica jove la mare de la qual va morir mentre atenia nadius malalts.
A bord, Ruth s'enamora de Dan Farrin, el primer oficial, tot i el disgust de Red Pawl, fill del capità i fet de la mateixa pasta que el seu pare fins al punt que aquest arriba a témer que l'assassini per poder ell dirigir el vaixell. Black Pawl se sent estranyament atret per Ruth però ho atribueix al fet que ella és l'única persona a bord que no li té cap mena de por tot i que ni ella entengui com això és possible.

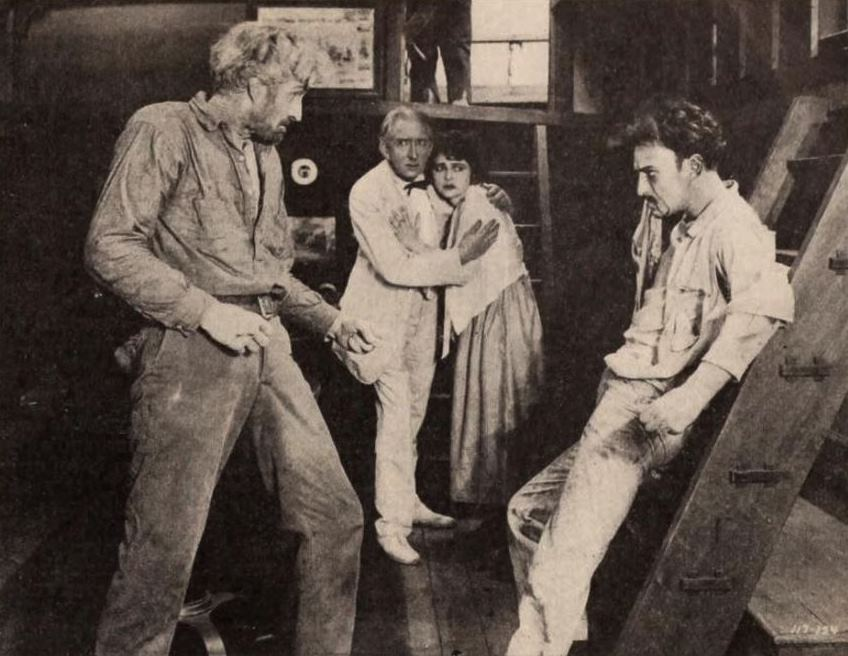
Fotograma de la pel·lícula aparegut a Exhibitors Herald amp Russell Simpson, Alec B. Francis, Helene Chadwick i James Mason.

Un dia que va ben borratxo, Black Pawl lluita contra el seu fill per aconseguir la noia però aleshores descobreix que ella porta un medalló amb un retrat de la que havia estat la seva dona. El fet que ella l'abandonés era la causa del caràcter del capità i de la seva pèrdua de fè. Black Pawl s'adona que Ruth és la seva filla i per primer cop en molts anys demana a Déu que el perdoni. Explica el seu descobriment al missioner, el qual insisteix que expliqui la veritat a Ruth, cosa que acaba fent. Més tard, Red Pawl, amb l'ajut d'un altre membre de la tripulació intenta matar el seu pare per aconseguir la noia. Abans de morir, Black Pawl dispara el seu fill i el mata.

## Repartiment
- Russell Simpson ('Black' Pawl)
- James "Jim" Mason ('Red' Pawl)
- Helene Chadwick (Ruth Lytton)
- John Bowers (Dan Darrin)
- Alec B. Francis (Reverend Sam Poor)
- Bob Kortman (mariner Speiss)
- Irene Rich (dona de 'Black Pawl)
- Lionel Belmore (veí del mariner)
- Frankie Lee ('Red Pawl' com a nen, no acreditat)
- Guinn "Big Boy" Williams (mariner, no acreditat)